# Vaudreuil-Dorion
Pour les articles homonymes, voir Vaudreuil et Dorion.
Vaudreuil-Dorion est une ville canadienne au Québec, chef-lieu de la MRC de Vaudreuil-Soulanges, dans la région de la Montérégie,. Elle est née de la fusion des anciennes villes de Vaudreuil et Dorion le 16 mars 1994. Ses habitants sont les Vaudreuillois-Dorionnais. En 2020, on y dénombre 42 117 habitants

## Toponymie
Le nom Vaudreuil-Dorion provient de l'ancien gouverneur de la Nouvelle-France, Philippe de Rigaud de Vaudreuil, ainsi que de Sir Antoine-Aimé Dorion, juge en chef de la Cour du Banc de la Reine du Québec. Le toponyme de la municipalité de Rigaud n'est pas attribuable à Philippe de Rigaud de Vaudreuil mais à ses deux fils Pierre de Rigaud de Vaudreuil, dernier gouverneur de Nouvelle-France et François-Pierre de Rigaud de Vaudreuil.

## Histoire

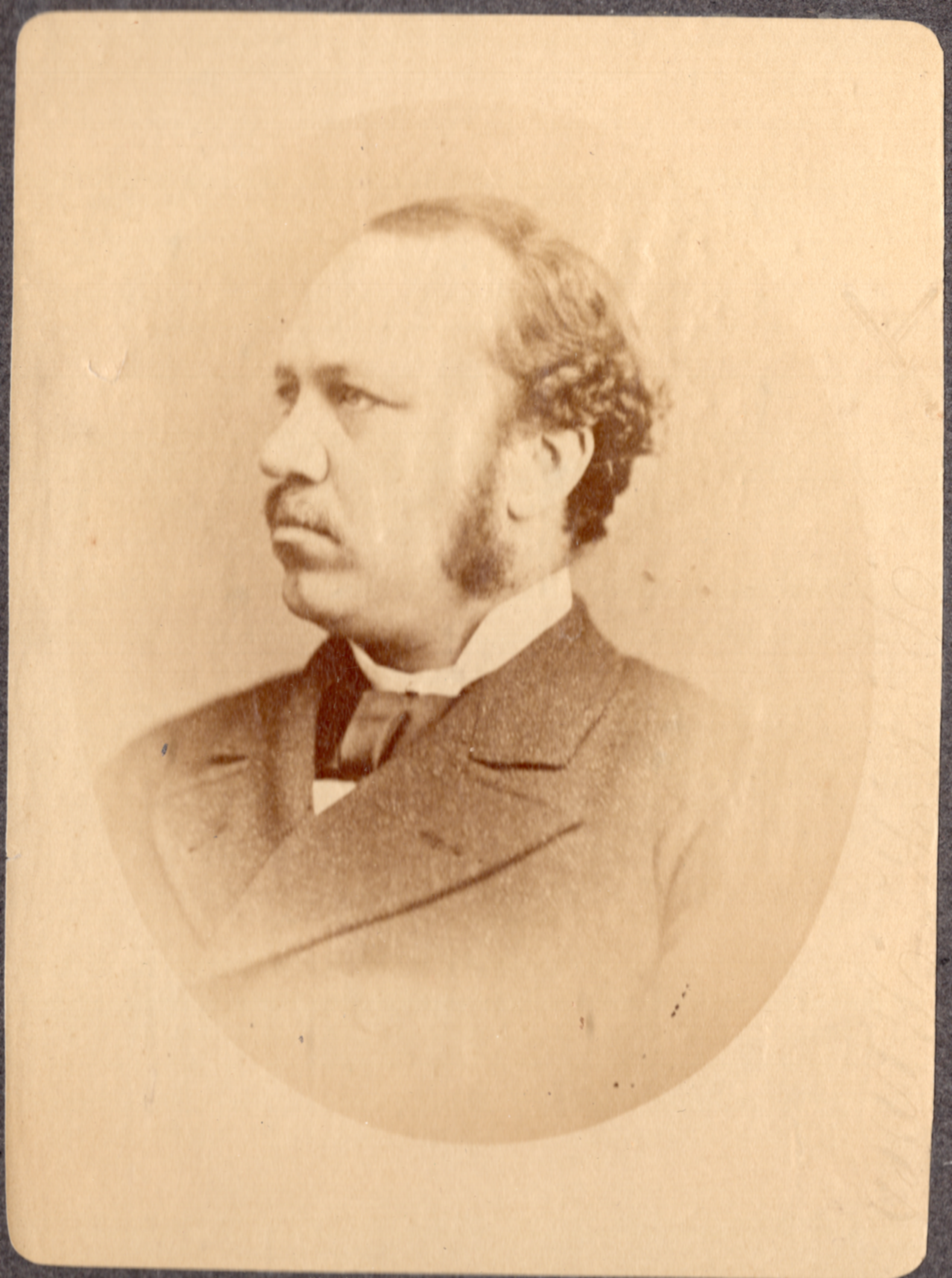
François-Xavier Archambeault, maire de Dorion 1891 et 1892

À la fin du XVIIe siècle, l'ensemble de la région à l'ouest de l'île de Montréal était un important centre de traite de la fourrure. Le 23 novembre 1702, le gouverneur Louis-Hector de Callière accorde une nouvelle seigneurie, la seigneurie de Vaudreuil à Philippe de Rigaud de Vaudreuil, alors gouverneur de Montréal et une autre, voisine, la seigneurie de Soulanges, à son beau-frère Pierre-Jacques de Joybert de Soulanges et de Marson. En 1725, Vaudreuil, alors gouverneur général de la Nouvelle-France, dépose un dénombrement de sa seigneurie, dans lequel il énumère 38 habitants qui y habiteraient avant de décéder en décembre de la même année. La région entre alors dans une phase de déclin, principalement dû à son éloignement géographique de la région agricole de Montréal. Vers 1742, le mouvement de population finit par atteindre Vaudreuil: la région connaît alors un essor démographique modéré, jusqu'à quelque 90 familles. En 1765, après la Conquête et la reddition de Montréal en septembre 1760, la population de Vaudreuil atteint 381 habitants. Dès lors, l'agriculture remplace progressivement la traite de fourrures comme activité économique dominante. À partir de 1783 débute la construction de l'église Saint-Michel de Vaudreuil, qui s'échelonnera jusqu'en 1789.
Plusieurs années plus tard, le 14 juillet 1845 a lieu la première assemblée du conseil municipal de la paroisse de Vaudreuil. Le quai de Vaudreuil construit par le gouvernement au milieu du XIXe siècle, sert au transport des marchandises. Sa responsabilité est transférée à la ville de Vaudreuil au début des années 1900. Le Grand Tronc, aujourd'hui le Canadien National, construit son chemin de fer reliant Montréal à l'Ontario en 1854-1856 alors que la Compagnie de chemin de fer Ontario & Québec, aujourd'hui le Canadien Pacifique, installe sa voie ferrée en 1886-1887. Vaudreuil, où les deux chemins de fer convergent avec deux gares contiguës. De nos jours, seule la gare du Canadien Pacifique (1887) existe encore (gare Dorion). La présence des deux gares amène l'établissement de villégiateurs et l'essor du nouveau noyau villageois à Vaudreuil. D'abord nommée Vaudreuil-Station, la municipalité de village de Dorion est officiellement créée le 30 décembre 1890. Elle revendique périodiquement l'annexion de parties de territoire de la ville de Vaudreuil. À la fin du XIXe siècle, les régates de Vaudreuil, qui ont lieu sur la rivière des Outaouais, attirent les personnalités de la région de Montréal. Les curés de la paroisse de Saint-Michel de Vaudreuil sont J.-Octave Godin entre 1887 et 1921 à qui succède son abbé, Joseph D. Meloche, jusqu'en 1931. Dionel Bellemare est maire de Vaudreuil entre 1931 et 1935. En 1938, le maire de la paroisse est Émile Brasseur.
Le journal La Presqu'île est fondé en 1952 par Robert-Lionel Séguin, Marcel Brouillard et Jean-Marc Gagné. Paul Gérin-Lajoie, alors député libéral, le jugeant trop nationaliste, fonde le journal L'Écho au début des années 1960. Le 10 juillet 1963, la paroisse de Vaudreuil devenait la ville de Vaudreuil. Puis, le 16 mars 1994, les deux municipalités sont fusionnées pour former l'actuelle ville de Vaudreuil-Dorion. 
En 2004, la ville a fêté son 10e anniversaire. Depuis quelques années, la municipalité développe les terrains agricoles situés au centre de son territoire. Bien des projets résidentiels y ont vu le jour en plus des nombreux commerces à grande surface, répartis dans un pôle commercial situé dans l'axe du nouveau boulevard de la Gare. Ces hyper-commerces ont causé le déclin de l'avenue Saint-Charles comme artère commerciale : les petits commerçants locaux s'y font de plus en plus rares, ce qui n'empêche pas l'avenue Saint-Charles d'être de plus en plus engorgée à l'heure de pointe. Depuis 2010, l'avenue Saint-Charles se transforme tranquilement en une artère dynamique avec l'arrivée de plusieurs compagnies locales qui revitalise le secteur.
Ce développement rapide occasionne de nombreux désagréments, que ce soit au niveau de la protection des sites historiques que de l'environnement. Ainsi, la Société de sauvegarde de la mémoire de Félix Leclerc à Vaudreuil-Dorion est créée à l'initiative de citoyens soucieux de conserver les vestiges de la vie du chanteur à Vaudreuil-Dorion. L'organisme acquiert le 29 octobre 2006, l'une des deux maisons où a résidé le chanteur dans l'Anse de Vaudreuil.

### Événements
Le soir du 7 octobre 1966, un autobus rempli d'adolescents roulait en direction d'Hudson, quand un train le heurta violemment, tuant 19 jeunes et en blessant 24 autres. Le chauffeur n'a pas survécu à l'accident. La collision eut lieu au croisement de l'ancienne rue Saint-Charles et du Canadien National (CN). Des témoins dirent avoir vu des enfants jouer avec les barrières peu de temps avant l'arrivée du train de marchandises. L'autobus, arrêté à la barrière, attendait le passage d'un train venant de l'ouest; une fois celui-ci passé, il s'engagea sur la voie sans apercevoir le train venant de l'est. La tragédie fit la manchette à travers le monde. Quelques années plus tard, on remplaça le passage à niveau fatidique, ainsi que son voisin, celui du Canadien Pacifique (CP), situé à une centaine de mètres du premier, par des viaducs. Aujourd'hui encore, on n'est pas certain des véritables causes de l'accident. Une pierre commémorative portant les noms des victimes a été érigée sur le site de l'école secondaire de la Cité-des-Jeunes (anciennement école secondaire Vaudreuil) au début des années 2000. De son côté, la réalisatrice Francine Tougas, qui avait 14 ans et habitait Dorion au moment de la tragédie, a lancé en 2006, quarante ans après le triste événement, un film intitulé "Survivre", où survivants et témoins racontent le drame et ses suites.

## Géographie
La ville de Vaudreuil-Dorion est située à environ 30 km à l'ouest de Montréal, sur les rives du lac des Deux Montagnes (comprenant l'anse de Vaudreuil) et de la baie de Vaudreuil, qui font partie de la rivière des Outaouais. La municipalité couvre une superficie totale de 92,57 km2, dont 73,06 km2 terrestres et 19,51 km2 en eau. Son territoire est formé de deux espaces disjoints, soit le territoire de la pointe de Vaudreuil, de loin plus grand et plus peuplé, de même que l'exclave d'Hudson Acres située plus à l'ouest. Celle-ci se trouve au sud de la municipalité d'Hudson et à l'est de Rigaud. La ville comprend une multitude d'îlots, dont quelques-uns sont habités, situés entre son territoire et l'île Perrot ou l'île de Montréal.

## Démographie
| 1986   | 1991   | 1996   | 2001   | 2006   | 2011   | 2016   | 2021   |
| ------ | ------ | ------ | ------ | ------ | ------ | ------ | ------ |
| 13 722 | 17 109 | 18 466 | 19 920 | 25 789 | 33 305 | 38 117 | 43 268 |

| Langue              | Population | Pct (%) |
| ------------------- | ---------- | ------- |
| Français seulement  | 18 630     | 57,63 % |
| Anglais seulement   | 4 160      | 21,00 % |
| Français et anglais | 285        | 1,12 %  |
| Autres langues      | 2 325      | 9,16 %  |

## Administration
Le drapeau de Vaudreuil-Dorion reprend sur fond blanc les armoiries de l'ancienne ville de Dorion en dextre et celles de l'ancienne ville de Vaudreuil en senestre.
Les élections municipales ont lieu en bloc tous les quatre ans et les élections des huit conseillers se fait selon un découpage par district. Le maire Guy Pilon dirige le Parti de l'action de Vaudreuil-Dorion. Il est réélu à l'élection de 2013 avec 84,3 % des voix et un taux de participation de 26,9 %. Son parti remporte sept des huit sièges au conseil municipal.
| Période                                  | Période   | Identité                           | Étiquette | Qualité     |
| ---------------------------------------- | --------- | ---------------------------------- | --------- | ----------- |
| 1931 1963                                | 1935 1973 | Dionel Bellemare Gilles Brouillard |           | Cultivateur |
| Les données manquantes sont à compléter. |           |                                    |           |             |

| Vaudreuil-Dorion Maires depuis 2002                                                                                  |              |         |          |
| Élection | Maire        | Qualité | Résultat |
| 2002 | Réjean Boyer |         | Voir     |
| 2005 | Guy Pilon    |         | Voir     |
| 2009 | Guy Pilon    | Voir    |          |
| 2013 | Guy Pilon    | Voir    |          |
| 2017 | Guy Pilon    | Voir    |          |
| 2021 | Guy Pilon    | Voir    |          |
| Élection partielle en italique Depuis 2005, les élections sont simultanées dans toutes les municipalités québécoises |              |         |          |

| District            | 2009-2013          | 2013-2017              |
| Maire               | Guy Pilon          | Guy Pilon              |
| 1 - Quinchien       | Claude Beaudoin    | Claude Beaudoin        |
| 2 - Harwood         | François Séguin    | François Séguin        |
| 3 - Fief-Cavagnal   | Robert A. Laurence | Robert A. Laurence     |
| 4 - Seigneurie      | Denis Vincent      | Céline Chartier-Sample |
| 5 - Chenaux         | Rénald Gabriele    | Rénald Gabriele        |
| 6 - Cité-des-Jeunes | Gabriel Parent     | Gabriel Parent         |
| 7 - Carrefour       | Poste vacant       | Paul M. Normand        |
| 8 - Baie            | Paul Dumoulin      | Paul Dumoulin          |

| District             | 2017-2021       | 2021-2025         |
| Maire                | Guy Pilon       | Guy Pilon         |
| 1 - Quinchien        | Josée Clément   | Luc Marsan        |
| 2 - Valois           | François Séguin | François Séguin   |
| 3 - Des Bâtisseurs   | Jasmine Sharma  | Jasmine Sharma    |
| 4 - De la Seigneurie | Céline Chartier | Karine Lechasseur |
| 5 - Des Chenaux      | Diane Morin     | Diane Morin       |
| 6 - Saint-Michel     | Gabriel Parent  | Poste en élection |
| 7 - Desrochers       | Paul M. Normand | Paul M. Normand   |
| 8 - De la Baie       | Paul Dumoulin   | Paul Dumoulin     |

La ville de Vaudreuil-Dorion est le chef-lieu de la MRC de Vaudreuil-Soulanges. Elle est incluse dans le territoire de la Communauté métropolitaine de Montréal et de la région métropolitaine de Montréal. En ce qui concerne la représentation nationale, Vaudreuil-Dorion fait partie de la circonscription québécoise de Vaudreuil et dans la circonscription fédérale de Vaudreuil-Soulanges.

## Urbanisme

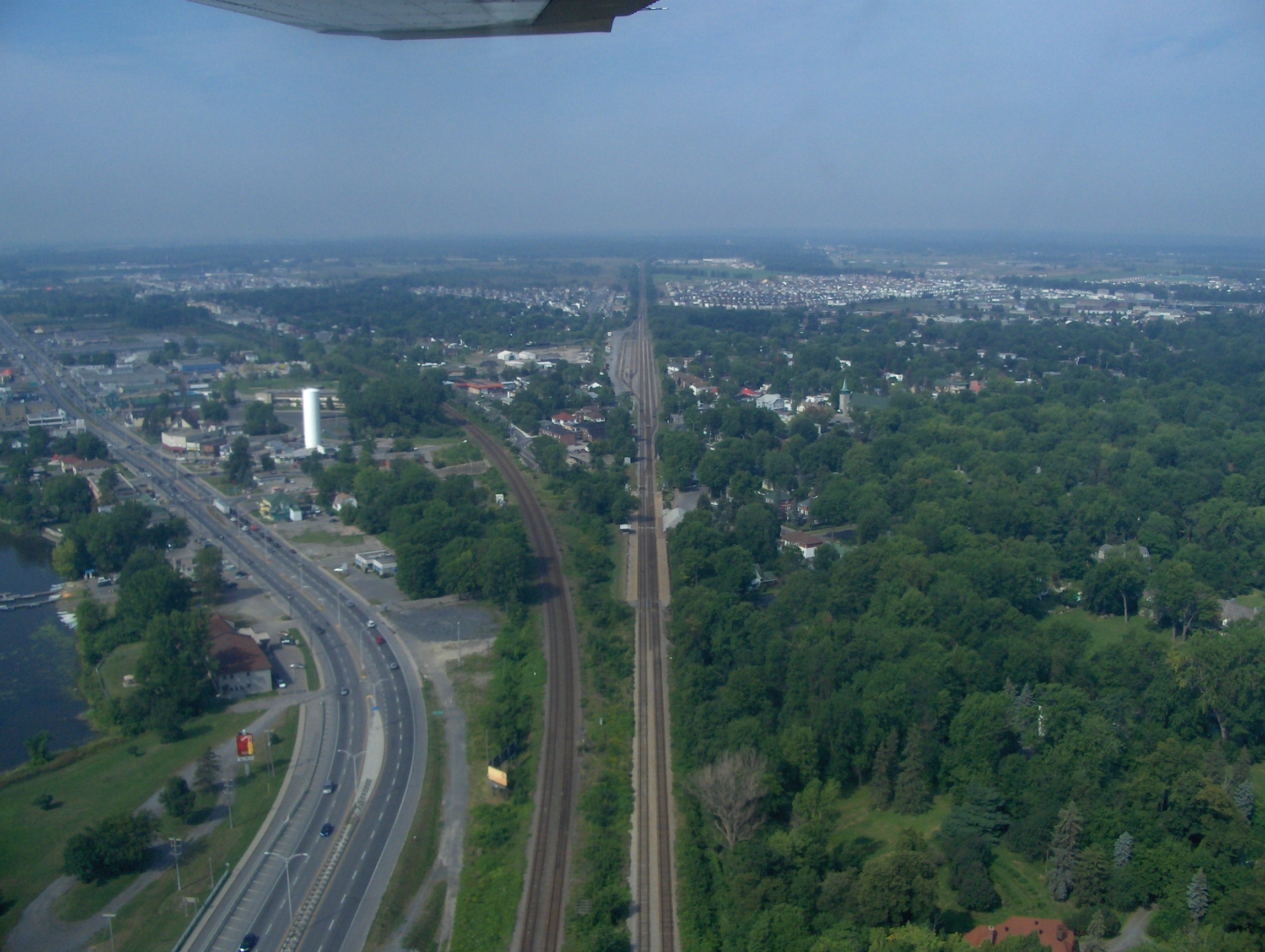
Autoroute 20, lignes du CN et lignes du CP.

La ville est traversée par trois axes routiers majeurs, l'autoroute 30 à l'ouest, l'autoroute 40 (autoroute Félix-Leclerc ou Transcanadienne) au nord et l'autoroute 20 au centre laquelle devient le boulevard Harwood en zone urbaine, ainsi que par les chemins de fer du Canadien Pacifique et du Canadien National. Les autoroutes 20 et 40 relient Vaudreuil-Dorion à Montréal par les ponts Taschereau (via l'île Perrot puis le pont Galipeault) et de l'Île-aux-Tourtes respectivement. L'autoroute 30 se dirige vers le sud-est puis traverse le canal de Soulanges et le fleuve Saint-Laurent par le pont Serge-Marcil pour atteindre Beauharnois et Salaberry-de-Valleyfield. Trois routes numérotées, de niveau régional, accèdent également à la ville. La route 338 ou route de Lotbinière longe le lac Saint-Louis au sud de la municipalité et se dirige vers Pointe-des-Cascades pour longer le canal de Soulanges. Cette route est l'ancienne route 2 qui reliait Montréal et Toronto, aujourd'hui doublée par l'autoroute 20. La route 340 traverse le centre de la municipalité d'ouest en est, en provenance du centre de la MRC (Saint-Clet) sous le nom de boulevard de la Cité-des-Jeunes puis de rue Jeannotte pour bifurquer vers le sud sur l'avenue Saint-Charles et rejoindre le boulevard Harwood. La route 342, également appelée Route Harwood, se dirige vers les secteurs ruraux à l'ouest puis vers Hudson et Rigaud. Cette route est l'ancienne route 17 qui reliait Montréal et Ottawa, aujourd'hui doublée par l'autoroute 40.
Outre le réseau supérieur, les principales voies urbaines sont l'avenue Saint-Charles qui relie Dorion au centre de Vaudreuil et à Hudson, le boulevard de la Cité-des-Jeunes qui assure la connexion entre l'autoroute 30 et le centre de Vaudreuil, de même que le boulevard de la Gare qui dessert le centre de Vaudreuil, la gare de Vaudreuil et le nouveau et important secteur commercial en bordure du réseau autoroutier. Ces trois voies urbaines donnent accès à l'échangeur 35 de l'autoroute 40 alors que les deux dernières donnent sur l'échangeur 2 de l'autoroute 30. Ces deux échangeurs, conçus alors que la collectivité locale était de moindre envergure, concentrent donc les mouvements véhiculaires de la communauté locale avec le réseau autoroutier de même que ceux accédant aux nombreux commerces et services. La rue Saint-Charles à l'intérieur et aux abords de l'échangeur 35 est donc élargie en 2014 et la municipalité cherche à accroître la capacité à l'intérieur et aux abords de l'échangeur 2.
Depuis le 18 mai 2005, la ville est dotée d'un système de transport en commun par minibus géré par le Conseil intermunicipal de transport La Presqu'Île. Elle est reliée au centre-ville de Montréal par la ligne Vaudreuil–Hudson des trains de banlieue, ligne sur laquelle elle possède deux gares, soit celles de Vaudreuil et de Dorion.
Les secteurs de la municipalité comprennent les Floralies du Lac, la Seigneurie.
Le lac Chérie ou lac à la Carrière, une ancienne carrière creusée au nord-ouest de Vaudreuil-Dorion dans les années 1960, entre autres pour construire l'autoroute 40, et laissée à l'abandon pendant plusieurs décennies, est devenu un milieu hydrique et un habitat de poissons, d'animaux et de végétaux. Le propriétaire entend remplir le site à des fins de développement résidentiel, alléguant qu'il s'agit d'une construction humaine, donc développable, alors que selon la municipalité, s'agissant d'un milieu humide, la Politique de protection des rives, du littoral et des plaines inondables, incluant la bande riveraine de 15 mètres, s'applique. Le ministère du Développement durable, de l'Environnement, de la Faune et des Parcs du Québec, malgré les limites amenées par le jugement Rosa Nova, a émis une ordonnance visant l'arrêt du pompage du lac et le retrait des digues.

## Économie
La boulangerie Première Moisson est fondée à Dorion en 1991. Les produits (pains, gâteaux, pâtisseries et viennoiseries) y sont toujours préparés puis distribués dans ses différentes succursales à travers le Québec. La Chambre de commerce et d'industrie de Vaudreuil-Dorion (CCIVD) dessert à compter de juillet 2013 le territoire de la MRC de Vaudreuil-Soulanges.

## Éducation
La Commission scolaire des Trois-Lacs administre les écoles francophones:
- École Brind'Amour Pavillon P
- École Sainte-Madeleine
- École Saint-Michel
- École Harwood - servi au secteur Dorion-Garden[27]
- École du Papillon-Bleu (pavillon St-Jean-Baptiste et pavillon Sainte-Trinité)
- École Hymne-au-Printemps
- École des Légendes
- École secondaire de la Cité-des-Jeunes
- Centre des Belles-Rives
- Centre de formation professionnelle Paul-Gérin-Lajoie
- École secondaire Les Échos

La Commission scolaire Lester-B.-Pearson administre les écoles anglophones:
- Pierre Elliott Trudeau Elementary School
- L'École primaire Evergreen et l'École primaire Birchwood à Saint-Lazare, l'École primaire St. Patrick à Pincourt, et l'École primaire Mount Pleasant à Hudson servent a autres parties de la ville[28].

## Culture

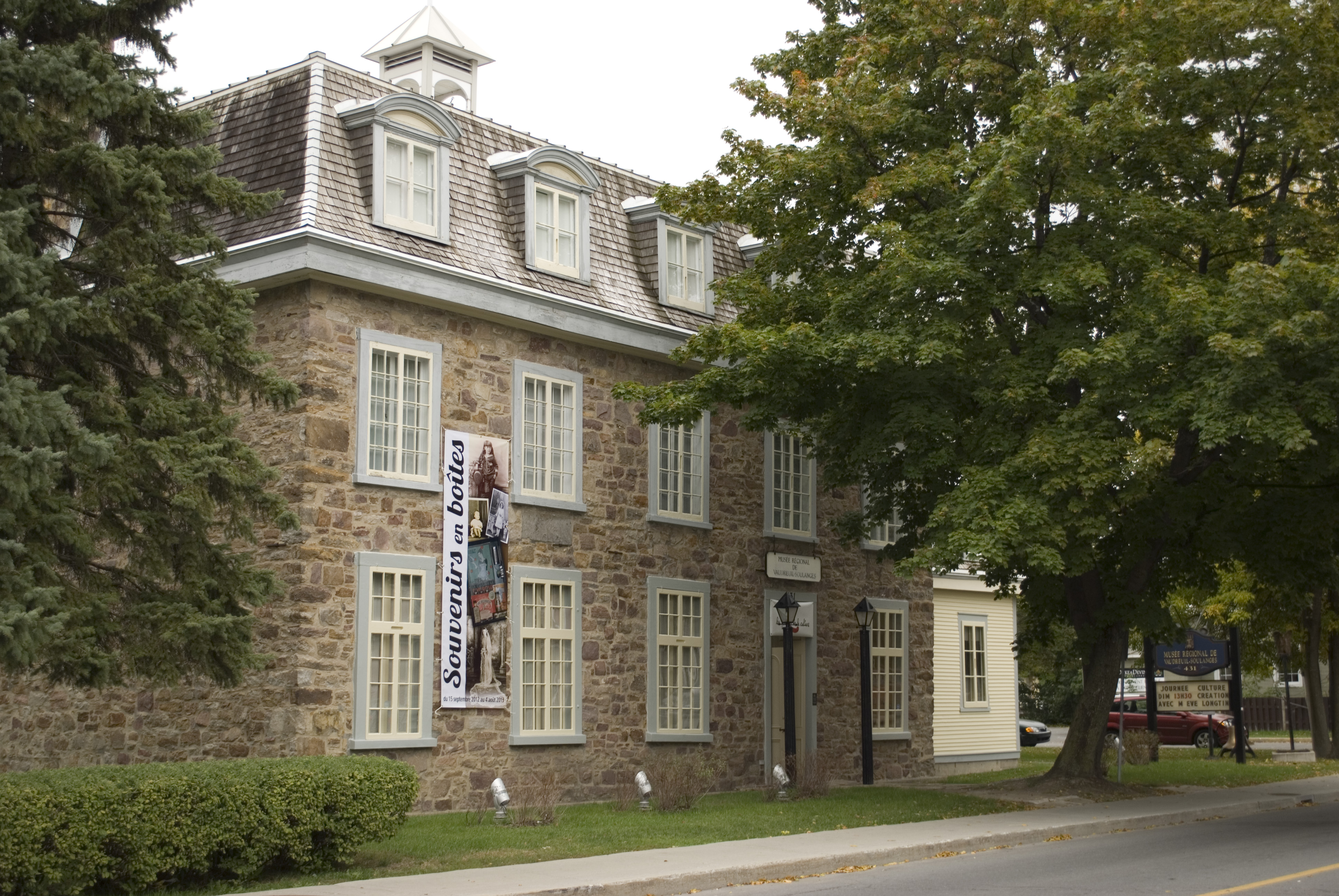
L'ancien Collège Saint-Michel, abritant aujourd'hui le Musée régional de Vaudreuil-Soulanges.

La ville possède plusieurs monuments et bâtiments historiques tels l'église Saint-Michel, la Maison Trestler, la Maison Joachim-Génus (anciennement maison Valois) et l'ancien collège Saint-Michel construite entre 1844 et 1847 qui abrite aujourd'hui le Musée régional de Vaudreuil-Soulanges, principal responsable de l'acquisition, de la conservation et de la diffusion du patrimoine matériel de la région de Vaudreuil-Soulanges. Le musée régional, qui occupe trois des bâtiments de l'ancien collège Saint-Michel (école, annexe de 1882 et remise), se trouve à la limite des anciennes municipalités du village de Vaudreuil et de la paroisse de Saint-Michel-de-Vaudreuil.
Le grand historien et homme d'église Lionel Groulx (1878-1967) est né et mort à Vaudreuil : on peut visiter sa maison au 150, chemin des Chenaux, dont le site a été cité par la Ville de Vaudreuil-Dorion en 2005 (Site du patrimoine de la Maison-du-Chanoine-Lionel-Groulx). Durant les années 1950 et 1960, le grand poète Félix Leclerc réside à Vaudreuil. On peut toujours y apercevoir une des deux maisons qu'il a habitées, toutes situées sur le chemin de l'Anse, en bordure du lac des Deux Montagnes. L'une d'entre elles a d'ailleurs été rachetée par la ville de Vaudreuil-Dorion récemment, tandis que l'autre a été démolie au début des années 2000.
Depuis 1981, date à laquelle les villes de Vaudreuil et Dorion louent un local commun à la Corporation de la Cité des Jeunes, la ville dispose d'une bibliothèque municipale. En 1993, face à l'exiguïté des locaux, la ville décide de construire un bâtiment pour abriter la nouvelle bibliothèque, inaugurée en août 1995. Depuis le 10 décembre 1998, les résidents de la ville disposent d'un accès gratuit à Internet et aux collections de la bibliothèque, à la suite de l'adoption de la Politique québécoise de la lecture et du livre.
Le roman Sur la Route de Vaudreuil de Marcel Brouillard se passe à Vaudreuil. L'auteur Marc-André Pilon est de Vaudreuil-Dorion. La communauté artistique compte entre autres l'artiste-peintre Denis Roy, formé en arts plastiques et en histoire de l'art, influencé par les automatistes québécois et l'abstraction lyrique européenne et américaine, ainsi que Josiane Farand, photographe.
Vaudreuil-Dorion abrite les studios de la station de radio CJVD-FM, média électronique en opération depuis septembre 2008.
Le ciné-club La boîte lumineuse projette des films de répertoire au théâtre Paul-Émile-Meloche à Vaudreuil-Dorion. Le Festival de cirque de Vaudreuil-Dorion a lieu chaque année durant trois jours autour du 24 juin. La première compétition internationale de cirque au Canada se tient à Vaudreuil-Dorion en 2012.
Les Seigneuriales de Vaudreuil-Dorion ont lieu à chaque année sur les terrains du Musée régional de Vaudreuil-Soulanges la deuxième semaine de juin.
Bleu, groupe rock, est originaire de Vaudreuil-Dorion. Le Chœur classique Vaudreuil-Soulanges donne des concerts dans la région depuis 1963.
Le vignoble Côte de Vaudreuil, situé sur le coteau du plateau Saint-Lazare et ouvert en 2006, produit ou a produit les vins blancs Côté Plateau, Frontenac Gris, Prairie Star et Saint-Pépin, le rosé Pepino, les rouges Tango, Point final et Primius ainsi que le mousseux rosé Lolou. En août y a lieu l'événement L'art au vignoble présentant les œuvres d'une douzaine d'artistes régionaux.
La Ville de Vaudreuil-Dorion adopte en 2013 une nouvelle politique culturelle, la première datant de 1998. Outre ceux mentionnés précédemment, les principaux organismes culturels de Vaudreuil-Dorion incluent l'Atelier de lecture de Vaudreuil-Soulanges, AUTAM-Dorion, le Cercle des conteurs du Haut-Saint-Laurent, la Société archéologique et historique de l'île aux Tourtes, la Société de généalogie Vaudreuil-Cavagnal et la Société de sauvegarde de la mémoire de Félix Leclerc.

## Société
On y trouve aussi l'actuelle école secondaire de la Cité-des-Jeunes (anciennement École secondaire Vaudreuil), établissement scolaire qui fut le berceau de la réforme de l'éducation au Québec. En fait, l'école a été la première polyvalente à voir le jour au Québec lors de la révolution tranquille au cours des années 1960. Son fondateur, le ministre de l'éducation et député de Vaudreuil-Soulanges de l'époque, Paul Gérin-Lajoie, voulait créer un campus avec de nombreux services et institutions voués au développement des jeunes.
Aujourd'hui, le campus de l'école secondaire de la Cité-des-Jeunes possède une école secondaire, un centre culturel, une bibliothèque, un aréna, une piscine, une école-usine de traitement des eaux, le Centre des Belles-Rives (formation aux adultes) et le bureau administratif des services aux entreprises. L'ancienne école Vaudreuil High School abrite aujourd'hui le centre de formation professionnelle Paul-Gérin-Lajoie.
Il faut également signaler l'Académie Vaudrin (anciennement Ecolita), une école privée primaire trilingue (français, anglais, espagnol) située avenue André Chartrand et qui propose un enseignement basé sur les principes novateurs de science de l'éducation développés par sa fondatrice et directrice. En raison de la forte croissance démographique de la communauté locale, la commission scolaire des Trois-Lacs inaugure en novembre 2012 l'école L'Hymne-au-Printemps, du titre d'une chanson composée par Félix Leclerc en 1949.
La Grande Vadrouille est une course à pied tenue en septembre depuis 1983 et à laquelle prennent part 1 700 participants en 2013.

### Personnalités

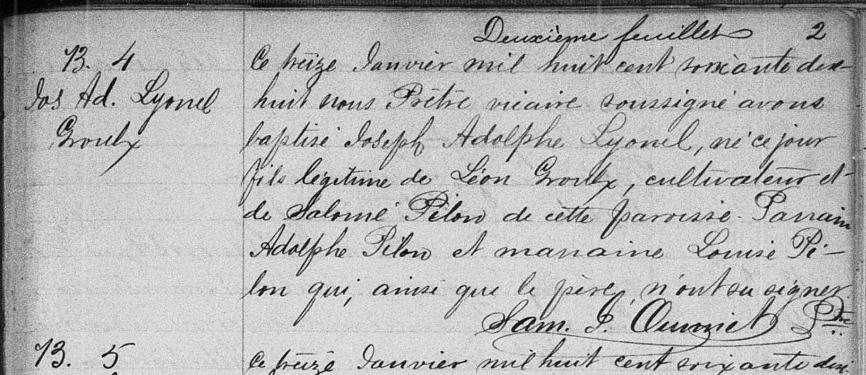
Acte de naissance et de baptême de Lionel Groulx le 13 janvier 1878, paroisse Saint-Michel à Vaudreuil (Québec).

- Philippe de Rigaud de Vaudreuil (1643-1725), gouverneur de la Nouvelle-France et marquis de Vaudreuil
- Michel Chartier de Lotbinière (1723-1798), militaire et seigneur
- Joseph Mondion (1758-1810), colon du Pontiac
- Marie-Anne Blondin (1809-1890), religieuse
- Gédéon Ouimet (1823-1905), maire et premier ministre
- Henry Stanislas Harwood (1938-1911), maire et député
- Léonise Valois (1868-1936), poétesse
- Joseph Thauvette (1876-1955), maire et député
- Lionel Groulx (1878-1967), prêtre et historien, né et mort à Vaudreuil
- Dionel Bellemare (1880-1950), député et maire
- Félix Leclerc (1914-1988), écrivain et chansonnier
- Bernard Pilon (1918-1970), député
- Paul Gérin-Lajoie (1920-2018), député et premier titulaire du ministère de l'Éducation du Québec
- Camille Laurin (1922-1999), ministre et instigateur de la Charte de la langue française
- Marcel Brouillard (1930-2023), journaliste et écrivain
- Francine Tougas (1952-), cinéaste
- Dan Bigras (1957-), chanteur, acteur et réalisateur
- France Joli (1963-), chanteuse
- Marc-André Pilon (1980-), écrivain
- Sasha Pokulok (1986-), joueur professionnel de hockey sur glace
- André Hainault (1986-), joueur professionnel de soccer
- Geneviève Schmidt (1978-), actrice
- Maxime Deschamps (1991-), patinage artistique

### Sport et loisir
- Les Citadins, équipes scolaires (École secondaire de la Cité-des-Jeunes) et civiles (natation)
- Mustangs de Vaudreuil-Dorion (en) (Ligue de hockey junior AAA du Québec)